# V. Florent Dubois
Pour les articles homonymes, voir Dubois.
V. Florent Dubois (né le 12 mars 1906 et mort le 18 décembre 1987) est un marchand et homme politique fédéral du Québec.

## Biographie
Né à Saint-Paul-de-Chester au Québec, il devient député du Parti progressiste-conservateur du Canada dans la circonscription fédérale de Richmond—Wolfe en 1958. Il fut défait par le créditiste André Bernier en 1962 et par le libéral Patrick Tobin Asselin en 1963.